# Интонация
 Тази статия е за интонацията в езика.  За интонация в музиката вижте Интонация (музика).  
Под интонация (лат. intono) най-често се разбира модулацията на гласа по време на реч (говорене). Начинът на произнасянето на думите и фразите е характерен за даден национален език и зависи от диалектните и индивидуални особености на говорещите го. Интонацията се характеризира и с определения, свързани с проявата на отношение към съдържанието на това, за което се говори, или отразяващи отношение към слушателя.